# ОШ „Светозар Марковић“ - Старо Нагоричане
Основна школа „Светозар Марковић“ је једина основна школа у селу Старо Нагоричане, једна од три основне школе у општини Старо Нагоричане.
Школа се налази на улазу у село и настава се изводи на македонском и српском језику.

## Историја
Школа је изграђена 1924 године, а материјал за изградњу школе је обезбедио краљ Александар I Карађорђевић, као и мештани села. Први ученици у новој згради уписани су исте године, када су школу похађала 192 ученика. У периоду од 1931. до 1935. године број ученика се кретао од 200 до 230 ученика.
Школске 1964/1965 године школа добија нову зграду у којој се данас изводи настава и те школске године у школу је уписано 307 ученика. Данас је ово једина школа у Македонији у којој се настава у потпуности изводи на српском језику. Сваке године школа слави школску славу Светог Саву, који је и празник српског народа у Македонији.

## Подручне школе
У оквиру ОШ „Светозар Марковић“ делују две подручне основне школе од првог до петог разреда, чији ученици касније настављају школовање у селу Старо Нагоричане. Ове школе су у селима Алгуња и Никуљане.